# Diopsis nigriceps
Diopsis nigriceps är en tvåvingeart som beskrevs av Eggers 1925. Diopsis nigriceps ingår i släktet Diopsis och familjen Diopsidae.
Artens utbredningsområde är Burundi. Inga underarter finns listade i Catalogue of Life.